# Camília
La tribu Camília (en llatí Camilia) va ser una de les 35 tribus romanes que tenien dret de vot. Sembla que el seu origen es trobava en els camilli, un col·legi de sacerdots dedicats al servei dels flamen dialis creat pel rei Ròmul. Aquests sacerdots i sacerdotesses, normalment molt joves, havien de ser perfectes tant en la forma com en salut, nascuts lliures i amb els dos pares vius.
Dels camilli en va sorgir una branca de la gens Fúria, els Furi Camil, una família molt antiga d'origen patrici.